# Manningtree
Manningtree är en stad och en civil parish i Tendring i Essex i England. Orten har 900 invånare (2001).